# نسل فردا (روزنامه)
نسل فردا روزنامه فرهنگی، اجتماعی، سیاسی - اقتصادی صبح ایران است.

## پیشینه
صاحب امتیاز این روزنامه رضا محزونیه است و سردبیری آن را مرضیه ربیعی همسر وی بر عهده دارد. این روزنامه در رتبه‌بندی روزنامه‌های ایران بر پایه عملکردشان در بازهٔ نیمه دوم ۱۳۹۴ توسط وزارت فرهنگ و ارشاد اسلامی؛ روزنامهٔ ایران با ۴۷٫۹۴ امتیاز، رتبهٔ ۵۰ را در میان ۱۲۰ نشریه سراسری و منطقه‌ای کشور کسب کرده‌است.
نسل فردا در سال ۱۳۷۰ با امتیاز هفته‌نامه به صاحب امتیازی و مدیرمسئولی  رضا محزونیه قدم به عرصه مطبوعات نهاد. این هفته‌نامه پس از ۸ سال تلاش مستمر در سال ۱۳۷۸ به صورت روزنامه انتشار یافت که ابتدا در سطح استانی و سپس منطقه‌ای توزیع گردید. از سال ۱۳۸۷ تاکنون نیز با دریافت مجوز پخش سراسری در سراسر کشور توزیع می‌گردد. این روزنامه هم‌اکنون به صورت ۱۶ صفحه سراسری همه روزه چاپ و منتشر می‌شود. از مهم‌ترین ویژگی‌های این روزنامه توجه بیش از پیش به مخاطبان سراسری است و هر هفته بخش ویژه‌ای جهت انتشار مطالب مخاطبان در قسمت باشگاه مخاطبان روزنامه اختصاص داده است.
همان‌طور که در آیین‌نامه حرفه‌ای اخلاقی این مؤسسه مطبوعاتی آمده است؛ مؤسسه مطبوعاتی نسل فردا در کنار فعالیت‌های تخصصی و مطبوعاتی، مؤسسه قرض الحسنه نسل فردا و خیریه محمد نقش جهان به فعالیت‌های انتفاعی را به منظور کمک رساندن به مردم ایجاد کرده‌است.